# Oswaldo de Oliveira
Pour les articles homonymes, voir Oswaldo de Oliveira (réalisateur) et Oliveira.
Oswaldo de Oliveira, est un entraîneur de football brésilien né le 5 décembre 1950.

## Biographie
Oswaldo de Oliveira officie comme entraîneur au Brésil, au Qatar, et au Japon.
Il dirige pendant cinq saisons l'équipe japonaise des Kashima Antlers, de 2007 à 2011, y remportant trois titres de champion consécutifs.

## Palmarès d'entraîneur
- Vainqueur du Campeonato Paulista en 1999 avec les Corinthians et en 2002 avec le São Paulo FC
- Champion du Brésil en 1999 avec les Corinthians
- Vainqueur du Championnat du monde des clubs de la FIFA en 2000 avec les Corinthians
- Champion du Japon en 2007, 2008 et 2009 avec les Kashima Antlers
- Vainqueur de la Coupe du Japon en 2007 et 2010 avec les Kashima Antlers
- Vainqueur de la Coupe de la Ligue japonaise en 2011 avec les Kashima Antlers
- Vainqueur de la Supercoupe du Japon en 2009 et 2010 avec les Kashima Antlers
- Vainqueur du Campeonato Carioca en 2013 avec Botafogo

## Distinctions personnelles
- Élu meilleur entraîneur du championnat du Japon en 2007, 2008 et 2009